# Bjørn Stenersen
Bjørn Stenersen, nacido el 9 de febrero de 1970 en Bergen y fallecido el 16 de septiembre de 1998 en Trondheim fue un ciclista noruego que corrió profesionalmente entre 1992 y 1995. 

## Palmarés
1989
- Campeonato de Noruega Contrarreloj

1990
- Campeonato de Noruega en Ruta

1991
- Campeonato de Noruega Contrarreloj
- 2 etapas de la Vuelta a Noruega

1992
- Campeonato de Noruega Contrarreloj
- 1 etapa de la Vuelta a Noruega

## Resultados en Grandes Vueltas y Campeonato del Mundo
| Carrera         | 1992 | 1993 | 1994 | 1995 |
| --------------- | ---- | ---- | ---- | ---- |
| Giro de Italia  | -    | -    | Ab.  | -    |
| Tour de Francia | -    | -    | -    | -    |
| Vuelta a España | -    | -    | -    | -    |
| Mundial en Ruta | -    | -    | -    | -    |